# El mejor ordenador (Star Trek: La serie original)
El mejor ordenador es el episodio 24 de la segunda temporada de Star Trek: La serie original, fue transmitido por primera vez el 8 de marzo de 1968 y repetido el 28 de junio de 1968. Es el episodio número 53 en ser transmitido y el número 54 en ser producido, fue escrito por D.C. Fontana, basado en un relato de Laurence N. Wolf, y dirigido por John Meredyth Lucas.
Resumen: Un nuevo ordenador diseñado para controlar la nave provoca el caos a bordo de la nave espacial Enterprise.
En la versión Bluray el título de este episodio en el audio en español es dado como Lo último en computadoras.

## Trama
En la fecha estelar 4729.4, la USS Enterprise es llamada a una estación espacial sin explicación. El comodoro Wesley, el oficial comandante de la Lexington, explica que el Enterprise será una nave de pruebas para un revolucionario ordenador táctico llamado M5 Multitronic System, diseñado por el brillante Dr. Richard Daystrom. El M5 manejará todas las funciones de la nave sin asistencia humana. Mientras Kirk y el dr. McCoy no están felices con la prueba, el sr. Spock está impresionado con el M5. Kirk se entera de que cuatro prototipos previos no tuvieron éxito, aumentado sus dudas.
Al principio el M5 trabaja bien, llevando a cabo las funciones de la nave en forma más rápida y eficiente que una tripulación humana. Posteriormente, la M5 exhibe rarezas tales como el apagar la energía y sistemas de soporte vital en las áreas desocupadas de la nave. Gasta más energía por razones desconocidas. Daystrom sostiene que la M5 está trabajando en forma apropiada.
En un ejercicio, la M5 defiende al Enterprise contra ataques simulados de las naves Excalibur y Lexington. El Enterprise es declarado victorioso, haciendo que el comodoro Wesley llame al capitán Kirk el Capitán Dunsel. Spock explica que el término es usado por los cadetes en la Academia de la Flota Estelar para describir una parte que no tiene un propósito útil. Kirk queda visiblemente afectado por esto.
Poco después, la M5 detecta al Woden, un carguero no tripulado que no es parte de las pruebas, y lo ataca con armas reales, destruyéndolo. Kirk ordena que la M5 sea desactivada, pero Daystrom sigue creyendo que la M5 está trabajando correctamente, y rehúsa. Kirk trata de desconectar la M5, pero descubre que se protege a sí mismo con un campo de fuerza. El sr. Scott asigna al sr. Harper, un técnico, para que desconecte la conexión principal, pero éste es asesinado cuando lo intenta. Spock y Scott intentan una desconexión manual desesperada, pero descubren que la M5 cambió su fuente de energía y ahora se alimenta directamente de los motores warp de la nave. Daystrom defiende persistentemente a la M5 y rehúsa desconectarla.
Spock le pregunta a Daystrom acerca del diseño del ordenador. Daystrom revela que programó engramas humanos en la M5. Presionado aún más, Daystrom admite que los engramas que usó eran los suyos, lo que significa que la M5 piensa en forma similar a Daystrom. Con el aumento de la tensión y enojo, Daystrom parece estar inestable. Un intento de la tripulación del Enterprise por aislar a la M5 del resto de la nave falla, ya que ellos son engañados por un señuelo.
Mientras tanto las otras naves que participan en la prueba continúan sin darse cuenta de los problemas con el Enterprise. Lo que sigue a continuación es un juego de guerra contra las naves de la Federación Lexington, Potemkin, Excalibur y Hood. La M5 detecta las naves, pero no las trata como parte de una prueba, sino que les dispara con armas reales. Daystrom dice que la M5 está programada para preservarse a sí misma por cualquier medio. Aunque Daystrom está sorprendido por las acciones de la M5, las ve sólo como errores cometidos por un niño durante su aprendizaje. Un furioso Kirk enfatiza el hecho de que esos errores están costando vidas, y que el ordenador debe ser apagado.
La tripulación ve cómo la M5 ataca sin pausa a las otras naves. El Enterprise dispara sobre el Lexington, matando a 53 de sus tripulantes, luego deshabilita completamente al Excalibur, matando a todos a bordo y dejándolo a la deriva en el espacio. Desde el Lexington, el comodoro Wesley ordena al resto de las naves que destruyan al Enterprise a cualquier precio. Dado que la M5 ha cortado las comunicaciones, Kirk es incapaz de explicar lo que está sucediendo. Le ordena a Daystrom que actúe, pero el científico no aceptará otro error de la M5. Este murmura algo acerca de probar su valor y acusa a sus colegas de tomar crédito por su trabajo. McCoy ve que se viene un episodio sicótico, y advierte a Kirk de que el científico se está volviendo delirante.
Kirk hace que Daystrom sea llevado a la enfermería después de que Spock lo aturde con un pellizco vulcano. Kirk trata de convencer a la M5 para que detenga los ataques. La M5 reconoce a Kirk, él que le pregunta cuál es el propósito de la M5. La M5 le responde diciendo Salvar a los hombres de las actividades peligrosas de la exploración espacial. Kirk le responde diciendo que justamente acaba de actuar en contra de dicho propósito al matar personas. M5 reconoce que la pena por asesinar es la muerte, así que se apaga a sí mismo. Al hacerlo, deshabilita al Enterprise dejándolo a la deriva.
Las otras naves de la Federación se acercan al Enterprise para destruirlo. Mientras Scott intenta frenéticamente volver a controlar a la nave, Kirk decide dejar a la nave a la deriva con los escudos apagados, esperando que el comodoro Wesley se dé cuenta de la situación a bordo del Enterprise. La apuesta da fruto ya que el comodoro ordena en el último momento a sus naves que se detengan.
McCoy informa que Daystrom será enviado a un centro de rehabilitación. Kirk explica que él sabía que Wesley no dispararía, porque él apostó basado en la humanidad de éste. McCoy destaca que la compasión es algo de que los ordenadores carecen. Spock le responde que las máquinas son más eficientes que los seres humanos: no mejores. Él comenta secamente que si los engramas de McCoy estuvieran impresos en un ordenador, la inundación torrencial de ilógica resultante sería de lo más interesante de ver.

## Remasterización del aniversario de los 40 años
Este episodio fue remasterizado en el año 2006 y transmitido el 9 de febrero de 2008 como parte de la remasterización de la serie original. Fue precedido una semana antes por la versión remasterizada de El suplantador y seguido dos semanas más tarde por la versión remasterizada de Operación: aniquilación. Además del audio y video remasterizado, y todas las animaciones de la USS Enterprise realizadas por CGI que es el estándar de todas las revisiones, los cambios específicos para este episodio son:
- La estación espacial a la que arriba el Enterprise fue rediseñada. Originalmente fue una reutilización del modelo de la estación Espacio Profundo K7 vista en el episodio Los tribbles y sus tribulaciones. La nueva estación es de la misma clase que la de la Base Estelar 47 que aparece en las novelas de Star Trek: Vanguard publicadas por Pocket Books.[2]
- El planeta Alpha Carinae II recibió una apariencia más real.
- La nave de abastecimiento Woden fue cambiada para parecerse a las naves de abastecimiento automatizadas del episodio Problemas por tribblicado de Star Trek: La serie animada. Esta a su vez se parecen al modelo de la SS Antares que se ve brevemente en el episodio remasterizado de Charlie X[2] Originalmente, la Woden fue una reutilización de la SS Botany Bay del episodio Semilla espacial.
- Las otras naves que participan en la batalla simulada son de la clase Constitution, la misma clase a la que pertenece el Enterprise. Sin embargo, cada una de ellas lleva su propio nombre y número de registro, además de otros cambios menores. El combate entre las naves fue reanimado para poder realizar escenas de acción más dramáticas.
- La pantalla de la Lexington, originalmente era una reutilización de la pantalla del Enterprise, ahora tiene bordes redondeados para diferenciarla de la pantalla del Enterprise.
- El rayo defensivo proyectado por el ordenador M5, que originalmente aparecía como una especie de hélice oscura rodeada por un brillo, fue cambiada por un rayo de energía brillante sólido, con un reflejo en la cubierta de la sala de ingeniería.
- Con una tripulación de menor tamaño, la mayor parte de las ventanas de la nave se muestran oscurecidas en las tomas externas del Enterprise.